# Малий Арарат
Малий Арарат, Сіс  (вірм. Փոքր Արարատ, трансліт. Pok’r Ararat або Սիս, Сіс, азерб. Küçük Ağrı, тур. Küçük Ağrı, курд. Agiriyê biçûk) — стратовулкан, розташований на території Туреччини, на Вірменському нагір'ї, один з конусів вулканічного масиву Арарат. Висота конуса над рівнем моря становить 3927 метрів. Відстань до сусіднього конуса (Великий Арарат) — 11 км, менш ніж за 8 км на захід від кордону Туреччини з Іраном. Незважаючи на те, що він набагато менший за Великий Арарат, Малий Арарат сам по собі є значним вулканом, що має майже ідеально симетричну, конічну форму і плавні схили. Він здіймається приблизно на 1200 м над сідлом, що з'єднує його з головною вершиною.